# 公孙瓒
公孙瓒（161年前—199年），字伯圭（出《劉寬碑陰》名字取自圭瓚一詞，文史多作伯珪，當取碑），东汉末期人物，幽州辽西令支人，曾任前將軍，封易侯。
曾与刘备和刘德然共同师事于卢植。镇守辽西时曾与烏桓、鮮卑等交战，尽选白马为先锋，自号“白马义从”。当时袁术派遣孙坚驻屯于阳城以拒董卓，袁绍派周昂夺取孙坚驻守之处，袁术便派公孙瓒从弟公孙越与孙坚一同攻打周昂，公孙越为流矢所中死；公孙瓚以其之死归罪于袁绍，因此和袁绍争夺北方连年交战。
公孫瓚佔據幽州後，由於先前斬殺政見相左的漢室宗親劉虞以及日後的政略失誤，導致公孫瓚的人心和勢力逐步衰退。建安四年（199年）被袁绍击败，先将其姊妹妻儿全部缢死，然后引火自焚；在公孙瓒自焚时，袁绍士兵登上公孙瓒所在高台并将其斩首。

## 生平

### 豪族出身
公孙瓒生年不详，只知年长于161年出生的刘备。
公孫瓚是豪族子弟，但因母親出身低微，只能任書佐。因美貌、聲音洪亮與才智受太守侯某賞識，被邀請為女婿。受岳父幫助曾與劉備和劉德然共同師事於盧植。

### 以義顯名
公孫瓚後來在太守劉其（又作劉基）下任御車。在劉其犯法被發配交州日南時敢於違法喬裝成士兵沿途護送，途中劉其獲赦還。公孫瓚歸來後因此德行被舉孝廉，任為遼東屬國長史。

### 白馬義從
公孫瓚任長史間以數十騎兵擊敗數百鮮卑騎兵，升為涿令。光和（三國志）或中平（後漢書）年間，因要討伐涼州賊被授與都督行事傳。後因討伐漁陽張純與遼西烏丸丘力居等有功，升為騎都尉。因烏丸貪至王率眾人降公孫瓚，公孫瓚被升為中郎將，封都亭侯。公孫瓚組織數十擅射騎兵盡騎白馬，自號「白馬義從」。烏桓因此互相告知躲避白馬長史，並自此逃離塞外。

### 疏獷趫猛
公孫瓚因曾勸阻劉虞派兵助袁術，怕被袁術怪罪，因此派其從弟公孫越領千餘人，助袁術、孫堅在陽城之戰反擊袁绍部下周昂，但公孫越為流矢所中而死，使公孫瓚為此遷怒袁绍。袁紹初欲以自身勃海太守印綬給與公孫瓚弟公孫範作為巴結，但公孫範轉為巴結公孫瓚。初平二年（191年），公孫範以勃海兵助公孫瓚率二萬人大破青州黃巾軍三十萬人，斬首三萬人，生擒七萬餘人，公孫瓚升為奮武將軍，封薊侯。羅列袁紹十大罪狀，冀州諸城官員向公孫瓚投降。公孫瓚自行任命三州刺史，以嚴綱為冀州刺史，田楷為青州刺史，單經為兗州刺史。
- 初平二年（191年）冬，公孫瓚與袁紹發生界橋之戰，被袁紹將麴義擊敗，嚴綱陣亡。公孫瓚退回蓟，屯軍勃海。

- 初平三年（192年），公孫瓚在界橋之戰後不久就派兵與袁紹在龍湊開戰，被袁紹擊敗，公孫瓚退還幽州。

- 初平三年（192年），袁紹派崔巨業領兵圍故安，久攻不下。撤退時被公孫瓚派三萬人追擊，在巨馬水大破袁紹軍，殺七八千人。

此外田楷、平原相刘备与袁绍所设青州刺史臧洪等也有交战，192年刘备被逐出平原国，与田楷屯兵齐国。

### 驕奢忘善
先前劉虞之子劉和被袁術拘留時，公孫瓚為了答應袁術要求，而暗中勸袁術拘留劉和及其數千餘支援，公孫瓚因此和劉虞結怨。加上在針對外族的政策執行上，公孫瓚的討伐政策與劉虞的懷柔政策互相衝突，亦常破壞其上司的施政肆意殺伐。忍無可忍之下劉虞決定集結兵馬十萬餘人解決公孫瓚。然而從事公孫紀因公孫瓚同姓厚待，出賣劉虞把其計劃告知了公孫瓚。
公孫瓚當時因部眾分散在外，遂想逃脫。由於宅心仁厚的劉虞下令士兵不能焚燒民居，然其士兵不善戰事，導致久攻不下，公孫瓚急募得兵數百後縱火反擊，劉虞因而大敗只能逃往居庸。其後公孫瓚發兵追擊，只消三日就攻陷居庸俘虜劉虞。
同時董卓敗死，漢獻帝遣使者段訓欲增加劉虞的城邑，升公孫瓚為前將軍，封易侯。但公孫瓚隨即誣蔑他早前與袁紹合謀意欲稱帝，並威脅來使段訓殺劉虞，也推段训為幽州刺史。斬首當天，公孫瓚說道：「若劉虞真的是天子，天就應該要以刮風大雨來相救。」，正好當時乾旱沒能下雨，得以藉此將劉虞斬於薊城。
至此公孫瓚盡有幽州之地。但殺害劉虞對公孫瓚的名聲做成重大的損害，部下向心力大減，對日後部下紛紛向袁紹投降埋下伏筆。

### 猶據自全
公孫瓚據有幽州後，力求快速發展己身勢力，迫害當地名士富商者甚眾，加以其任用親信多為小人，遂導致過去信任他的不少將才先後離開。
興平二年（195年），劉虞舊部鮮于輔、齊周、鮮于銀在主君死後共同推舉閻柔為烏桓司馬，起兵進軍幽州後與公孫瓚部將鄒丹大戰於潞河北部，陣斬鄒丹與其所部四千餘人，烏桓峭王及後借兵與劉虞遺子劉和，會合袁紹派遣的援軍，再於鮑丘大破公孫瓚軍，追斬二萬餘人，受此激勵，公孫瓚勢力下轄各地曾受過劉虞照顧的軍民們先後奮起，盡殺當地派駐長吏投奔劉和軍。
公孫瓚隨後更加強化易京的守備，自此堅守不攻，避門不出，甚至拒絕援救先前外派出去戍守各地的部將們，導致其盡皆被袁紹軍逐一擊破。
建安三年末（198年），袁紹親率大軍突破幽州防線，公孫瓚退保易京死守，並遣其子公孫續聯絡黑山軍首領张燕尋求援軍。建安四年初（199年），雙方商議後約定時間，點火為號，試圖裏外夾擊衝破袁紹軍包圍網。然事前截獲情報的袁紹反而將計就計，以火光為標的設下大批伏兵守株待兔。急於解圍的公孫瓚在城樓上見火光一亮，立刻率領殘軍出城，卻不料當場中伏，最終突圍失敗，退回城中心知無力回天後，遂領全族自殺。

## 家庭

### 妻
- 侯氏：侯某之女

### 兄弟
- 公孙越：公孫瓚從弟。被公孫瓚派往助袁術與孫堅一同攻打周昂，為流矢所中而死。
- 公孫範：公孫瓚從弟。以勃海兵助公孫瓚。在界橋之戰中與公孫瓚一同敗走。

### 子女
- 公孙续：公孫瓚之子，生卒年不詳。被公孫瓚派往黑山求張燕來救已遲，後疑似為屠各所殺。

## 部下
- 嚴綱：被公孫瓚任為冀州刺史，界橋之戰時任白馬義從前部先鋒，被麴義臨陣斬殺。
- 田楷：被公孫瓚任為青州刺史，曾在巨馬水之戰中領軍大破麴義，後與劉備共赴徐州救援陶謙。易京之戰時和袁紹軍決戰殉死。
- 單經：被公孫瓚任為兗州刺史。
- 鄒丹：被公孫瓚任為漁陽郡太守，後於潞河兵敗戰死。
- 關靖：長史，易京之戰前曾力勸阻止公孫瓚出撃冀州。易京之戰時後悔其先前的勸阻誤導致己軍兵敗，遂與袁紹軍決戰殉死。
- 劉備：平原令，與田楷共拒袁紹，后为平原相，被驱逐后與田楷屯齐国，后与田楷同到徐州救陶謙抗拒曹操，後為陶謙部下，於其死後接管徐州而獨立。
- 趙雲：最初於常山郡受鄉親所託，率領義軍叛離袁紹加入公孫瓚，並曾率領騎兵隨劉備駐守平原。後以替兄長奔喪為由借機脫離，建安五年（200年）時於鄴城再度復歸劉備麾下。
- 田豫：東州縣令，王門叛變時眾人欲降，親自上陣嚴詞痛罵王門，令其羞愧退兵。
- 王門：叛變後獲得袁紹給與萬餘兵馬來攻，被田豫罵服退兵。
- 范方：率領公孫瓚支援劉岱的部隊，後因劉岱聽從程昱之意見親近袁紹而遭撤回。
- 季雍：公孫瓚麾下鄃縣令。初仕袁紹，後以鄃縣為籌碼，背叛袁紹加入公孫瓚得到援兵護衛。袁紹後遣部將朱靈發兵強攻，力戰後被其生擒。
- 文則：建安四年初（199年），黑山賊帥張燕與公孫續率兵十萬，分三路相救公孫瓚。援兵未至時，公孫瓚遣部將文則送信約定點火為號，途中不幸被袁紹軍俘虜而劫獲，令其反以此設伏大破己軍。
- 李邵：時任鉅鹿太守，公孫瓚討伐袁紹時倒向公孫瓚，但反被董昭用計殺死。
- 孫伉：於董昭擺平李邵時一同被殺。
- 張吉：公孫瓚部將，董昭利用他散佈假情報擺平了李邵與孫伉。
- 劉緯臺（算命的），李移子（賣布的），樂何當（小商販）：公孫瓚拜把兄弟，都受公孫瓚親待。王粲《英雄記》有載。
- 公孫紀：劉虞部將，因與公孫瓚同姓，被其以兄弟之禮相待。故而對他透露了劉虞的企圖，令公孫瓚得以搶先一步反殺。

## 艺术形象

### 演義記載
在演義中，公孫瓚猶如劉備恩人一般的存在。因與劉備有學友之誼，在討伐漁陽張舉、張純之亂時就起用了劉備，後使其駐守平原。
討伐董卓時，公孫瓚也參予其中，並接納劉備成為部將，同往會盟。汜水關之戰中，公孫瓚於袁紹面前引薦劉備，稱其為漢室之冑，袁紹乃賜座予劉備；虎牢關之戰中，公孫瓚部隊被指示前往參戰，在關東聯軍折損數將後，麾下劉備、關羽、張飛三人與呂布於關前大戰，最後逼退了呂布。
關東聯軍因諸侯產生嫌隙而解散後，公孫瓚與袁紹圖謀合作奪取冀州，不料由袁紹捷足先登。公孫瓚派遣其弟公孫越至袁紹處求取冀州土地，袁紹反悔不與，甚至在其回程中派遣部將假借董卓名義，將之殺害；公孫瓚得知後勃然大怒，遣軍進攻袁紹，對峙於磐河。
序戰中，袁紹部將麴義驍勇善戰，一馬當先斬殺公孫瓚部將嚴綱，瓚軍士氣低落而大敗；而後趙雲出現，加上劉備率領援軍適時到來，戰況隨之扭轉。兩軍在長期對峙後，接受了董卓的調停而撤兵。
董卓被王允與呂布暗殺後，在徐州又爆發曹操為報父仇而興兵的復仇戰，徐州牧陶謙聽從麾下謀士糜竺的建議，請求孔融為援軍，而孔融也推薦平原相劉備，於是劉備以此為契機，向公孫瓚借取趙雲與數千兵馬前往救援徐州。曹操因為長時間於徐州征戰，導致後防空虛，被呂布、陳宮、張邈等人奪取根據地，不得已而撤退，完成了救援使命的趙雲也帶著兵馬返回了公孫瓚處。
此後隨著劉備長期轉戰徐州，幾乎沒有與公孫瓚有任何聯繫。最終由曹操麾下的滿寵告知劉備，公孫瓚已敗於袁紹之手，死於易京的消息。

### 動漫作品
- 三國演義
- 《橫山光輝三國志》（橫山光輝）
- 《蒼天航路》（王欣太）
- 《火鳳燎原》（陳某）
- 《摩登三国》（无敌PINK（무적핑크）、YiLee（이리））

### 影视
- 中國中央電視台電視劇《三國演義》（1994年）：杨凡，同時飾演中年時期的趙雲。
- 台湾華視電視劇《三國英雄傳之關公》（1996年）：管谨宗，在劇中有一名女兒叫公孫小嬰，在公孫瓚帶著自家人自焚時是唯一存活下來的，後來公孫小嬰嫁給關羽為妻，為電視劇虛構杜撰的，真实歷史的公孫瓚並沒有女兒。
- 中国中央电视台电视剧《武圣关公》（2004年）：贺琳
- 中國電視劇《三国》（2010年）：王宝刚
- 中國电视剧《武神赵子龙》（2016年）：范雨林，在劇中有一名女兒叫公孫寶月，和蜀漢名將馬超相愛，为电视剧虚构，真实历史的公孙瓒并没有女儿。
- 韩國电视剧《梦想三国》（2016年）：崔倍榮，在本剧中被设定为女性，是刘备的大师姐，深受刘备喜爱。
- 中國电视剧《少儿也三国》（2017年）：徐慕白
- 中国电影《真三国无双》（2021年）：杨皓宇

## 評價
- 魏攸：“瓒，文武才力足恃，虽有小恶，固宜容忍。”（《后汉书·袁绍刘表列传第六十四上》）
- 袁绍：“超然自逸，矜其威诈。”（《后汉书·袁绍刘表列传第六十四上》）
- 《三國志》作者陳壽：“瓒遂骄矜，记过忘善，多所贼害”；「公孙瓚保京，坐待夷灭。」
- 《後漢書》作者范曄：「伯珪疏獷，武才趫猛。」；“瓒恃其才力，不恤百姓，记过忘善，睚眦必报，州里善士名在其右者，必以法害之。”；“自帝室王公之胃，皆生长脂腴，不知稼穑，其能厉行饬身，卓然不群者，或未闻焉。刘虞守道慕名，以忠厚自牧。美哉乎，季汉之名宗子也！若虞、瓒无间，同情共力，纠人完聚，稸保燕、蓟之饶，缮兵昭武，以临群雄之隙，舍诸天运，征乎人文，则古之休烈，何远之有！”
- 乞伏昙达：“昔伯珪凭险，卒有灭宗之祸；韩约肆暴，终受覆族之诛。”（《晋书·卷一百二十五·载记第二十五》）
- 王勃：“区区公路，欲据列郡之尊；琐琐伯珪，谓保易京之业。瓒既窘毙，术亦忧终。”（《三国论》）
- 洪迈：“公孙瓒筑京于易，以为足以待天下之变，不知卫梯舞于楼上，城岂可保耶？”（《容斋随笔》卷十四）
- 郝经：“瓒挟劲气，辄害宗子。百楼虽多，云胡不死。”（《续后汉书》）
- 王夫之：“顽悍而乐杀者公孙瓒，而犹据土以自全。”（《读通鉴论》）
- 柳从辰：“卓虽受诛，豪杰并起，跨州连郡如刘虞、公孙瓒、陶谦、袁绍、刘表、刘焉、袁术、吕布者，皆尝雄视一时，其权力犹足匡正帝室。”
- 蔡东藩：“公孙瓒之致死，其失与袁术相同。术死于侈，瓒亦未尝不由侈而死。观其建筑层楼，重门固守，妇女传宣，将士解散，彼且诩诩然自夸得计。一则曰吾有积谷三百万斛，食尽此谷，再觇时变。再则曰当今四方虎争，无一能坐吾城下。谁知绍兵骤至，全城被围，鼓角鸣于地中，柱火焚于楼下，有欲免一死而不可得者，较诸袁术之结局，其惨尤甚！”

## 延伸阅读
[在维基数据编辑]
 《後漢書·卷73》，出自范晔《後漢書》
 《三國志·卷08》，出自陳壽《三國志》
 在维基共享资源阅览影像